# Leon County (Florida)
Leon County is een county in de Amerikaanse staat Florida.
De county heeft een landoppervlakte van 1.727 km² en telt 239.452 inwoners (volkstelling 2000). De hoofdplaats is Tallahassee.